# Загорье (Заболотский сельсовет)
Заго́рье (бел. Загор’е) — деревня в Смолевичском районе Минской области Белоруссии. В составе Заболотского сельсовета. Располагается в 5 километрах западнее города Смолевичи и одноимённой железнодорожной станции на линии Минск — Орша и в 32-х километрах от Минска. В деревне расположен одноимённый остановочный пункт электропоездов.

## Название
Название Загорье является топонимом-ориентиром, образованным от слова гора и указывает на то, что селение находится за горой.

## История
Известна с XVIII века, упоминается около 1713 года в инвентаре Смолевичского имения. После второго раздела Речи Посполитой в 1793 году деревня перешла в состав Российской империи. В 1800 году в деревне насчитывалось 5 дворов, проживали 33 жителя, находилась во владении князя Доминика Радзивилла в составе Борисовского уезда Минской губернии. Согласно результатам первой всероссийской переписи населения 1897 года деревня находилась в Смолевичской волости, насчитывалось 22 двора и 174 жителя. В 1917 году в деревне насчитывался 31 двор, где проживали 227 жителей.
С февраля по декабрь 1918 года деревня была оккупирована войсками кайзеровской Германии, с августа 1919 до июля 1920 года — польскими войсками. С 1919 года деревня находится в составе Белорусской ССР, с 20 августа 1924 года в составе Заболотского сельсовета Смолевичского района Минского округа (до 26 июля 1930 года). С 20 февраля 1938 года в составе Минской области. Согласно советской переписи населения 1926 года в Загорье насчитывался 31 двор, проживал 161 житель. В 1930-е годы действовал колхоз имени Климента Ворошилова, работала кузница.
В годы Великой Отечественной войны с конца июня 1941 до начала июля 1944 года деревня была оккупирована немецко-фашистскими войсками, 26 жителей деревни погибли на фронтах войны.
Согласно переписи населения 1959 года в деревне проживали 213 жителей, деревня находилась в составе Заболотского сельсовета. С 25 декабря 1962 года в Минском районе, с 6 января 1965 года снова в Смолевичском. В 1988 году насчитывалось 73 придомовых хозяйства, проживали 220 жителей, находилась в составе колхоза «Ленинский путь». В 1996 году насчитывалось 74 хозяйства и 213 жителей, действовал продовольственный магазин.

## Население
| Численность населения (по годам) | Численность населения (по годам) | Численность населения (по годам) | Численность населения (по годам) | Численность населения (по годам) | Численность населения (по годам) | Численность населения (по годам) | Численность населения (по годам) | Численность населения (по годам) | Численность населения (по годам) |
| 1800                             | 1897                             | 1917                             | 1926                             | 1959                             | 1988                             | 1996                             | 2009                             | 2013                             | 2019                             |
| -------------------------------- | -------------------------------- | -------------------------------- | -------------------------------- | -------------------------------- | -------------------------------- | -------------------------------- | -------------------------------- | -------------------------------- | -------------------------------- |
| 33                               | ↗174                             | ↗227                             | ↘161                             | ↗213                             | ↗220                             | ↘213                             | ↘171                             | ↘155                             | ↗176                             |

## Застройка и улицы
Деревня имеет одну главную улицу — Минскую, которая затем расходится на север и юг в виде улицы 9 мая, от которой ответвляются множество мелких улиц, всего в деревне Загорье насчитывался десять улиц:
- Минская улица (бел. Мінская вуліца);
- улица 9 мая (бел. вуліца 9 мая);
- Западная улица (бел. Заходняя вуліца);
- Железнодорожная улица (бел. Чыгуначная вуліца);
- Дачная улица (бел. Дачная вуліца);
- Солнечная улица (бел. Сонечная вуліца);
- Полевая улица (бел. Палявая вуліца);
- Криничная улица (бел. Крынічная вуліца);
- Подгорная улица (бел. Падгорная вуліца).